# Letovčan Novodvorski
 Letovčan Novodvorski  falu Horvátországban Krapina-Zagorje megyében. Közigazgatásilag Klanjechez tartozik.

## Fekvése
Zágrábtól 30 km-re északnyugatra, községközpontjától  4 km-re délkeletre a Horvát Zagorje területén, a megye délnyugati részén fekszik.

## Története
A falu Szent Fülöp és Jakab apostolok tiszteletére szentelt régi kápolnáját 1690-ben említik először. A mai kápolna építési ideje ismeretlen, 1802-ben már biztosan állt. 
A falunak 1857-ben 162, 1910-ben 225 lakosa volt. Trianonig Varasd vármegye Klanjeci járásához tartozott.  2001-ben 100 lakosa volt. 

## Nevezetességei
Szent Fülöp és Jakab apostolok tiszteletére szentelt barokk kápolnája 1802-ben már állt, berendezése a 17. és 19. század között készült. A 17. században egy fa kápolna állt ezen a helyen, melyet valószínűleg a 18. században építettek át. A kápolna lekerekített sarkú hajóból áll, kissé keskenyebb szentélyével, amely egy szűk apszisban végződik. A szentélyhez az északi oldalon csatlakozik a sekrestye. A templom külső képét a homlokzat előtti harangtorony uralja. A torony földszintje egy előcsarnok, melyen három oldalról boltíves portálok tagolnak, amelyek közül a főbejárat gazdagabb profilozású. A portál tervezésekor a novi dvor klanječki kastély modelljét követték

## Külső hivatkozások
- Klanjec város hivatalos oldala
- Klanjec város információs portálja
- Klanjec község ismertetője Archiválva 2021. január 23-i dátummal a Wayback Machine-ben